# Glamočko polje
Glamočko polje – polje w zachodniej Bośni i Hercegowinie.

## Opis
Jego powierzchnia wynosi 133 km². Rozciąga się w kierunku północno-zachodnim-południowym, a jego wymiary to 48 × 12 km. Od Livanjskiego polja oddzielają je góry Staretina i Golija. Wysokość bezwzględna waha się w przedziale 882–950 m n.p.m. Dzieli się na Gornje i Donje polje. Przez Glamočko polje przepływają następujące rzeki (ponornice): Jaruga, Ribnik i Vrba. Jego obszar jest podatny na zimowe i wiosenne powodzie.
Główną miejscowością polja jest Glamoč. Polje jest użytkowane rolniczo do wypasu bydła.